# Виана, Марсело
Марсе́ло Мира́нда Виа́на Дэ Си́лва (порт. Marselo Miranda Viana da Silva; род. 4 марта 1962) — бразильский математик, специализирующийся на теории динамических систем.
В 1993 году получил Стипендию Гуггенхайма. Награжден премией TWAS в 1998 году, через семь лет был награждён ICTP Ramanujan Prize.
Являлся вице-президентом Международного математического союза в 2011—2014 годах, а также президентом Бразильского математического союза в 2013—2015 годах.
В 1998 году участвовал в работе Международного конгресса математиков в Берлине.
С 2016 года является директором Национального института чистой и прикладной математики Бразилии. Он выбран председателем Международного математического конгресса на 2018 год в Рио-де-Жанейро.

## Биография
Родился в Рио-де-Жанейро, Бразилия, родители — португальцы. Детство прошло в Португалии, где Виана с отличием окончил Университет Порту. Вместе с Жакобом Палисом получил PhD в институте IMPA.

## Научная деятельность
Исследования теории хаоса и движения аттракторов.

## Награды
- Стипендия Гуггенхайма (1993)[15]
- Премия TWAS (1998)[16]
- Национальный орден за научные заслуги (2005)[17]
- Гран-при Scientifique Louis D. (2016)[18]

## Публикации
- jointly with Artur Avila., «Simplicity of Lyapunov spectra: proof of the Zorich-Kontsevich conjecture». Acta Mathematica. vol. 198 (2007), no. 1, pp. 1–56.
- jointly with Jacob Palis., «High dimension diffeomorphisms infinitely many pereodic attractors». Annals of Mathematics. vol. 140 (1994), no. 1, pp. 207–250.
- jointly with MORA, L., «Abudance of strange attractors». Acta Mthematica. vol. 171 (1993), no. 1, pp. 1–71.